# (856) Backlunda
(856) Backlunda es un asteroide perteneciente al cinturón de asteroides descubierto el 3 de abril de 1916 por Serguéi Ivánovich Beliavski desde el observatorio de Simeiz en Crimea.
Está nombrado en honor de Johann Oskar Backlund (1846-1916), astrónomo ruso de origen sueco.